# Birgit Finnilä
Birgit Finnilä (* 20. Januar 1931 in Falkenberg) ist eine schwedische Altistin. Sie wurde als Konzertsängerin international bekannt, hatte aber auch Auftritte auf der Opernbühne.

## Leben und Werk
Birgit Finnilä studierte bei Ingalill Linden in Göteborg und später bei Roy Henderson an der Royal Academy of Music in London.
Sie debütierte 1963 in Göteborg und präsentierte bevorzugt neben geistlichen Chorwerken Werke von Gustav Mahler. Daneben trat sie in Opernrollen wie in Benjamin Brittens Rape of Lucretia, in Christoph Willibald Glucks Orpheus und Eurydice, in Wolfgang Amadeus Mozarts Le nozze di Figaro oder in Richard Wagners Ringzyklus auf.